# Cytaeis sagamiensis
Cytaeis sagamiensis is een hydroïdpoliep uit de familie Cytaeididae. De poliep komt uit het geslacht Cytaeis. Cytaeis sagamiensis werd in 1988 voor het eerst wetenschappelijk beschreven door Hirohito. 